# Dvopikčasta polonica
Dvopikčasta polonica (znanstveno ime Adalia bipunctata) je mesojeda vrsta polonic, ki je razširjena po celi holarktiki. Zelo pogosta je v osrednji in zahodni Evropi Europe, domorodna pa je tudi v Severni Ameriki, kjer pa je njena populacija v nekaterih delih drastično upadla. V zadnjem času vrsto raznašajo tudi drugam po svetu za biološki nadzor škodljivcev.

## Opis in biologija
Odrasli hrošči dosežejo dolžino od 3,5 do 5,2 mm in imajo običajno pokrovke v raznih odtenkih rdeče barve, na sredini vsake pokrovke pa je črna pika. Obstajajo tudi drugačne barvne različice, obstaja pa tudi melanistična različica, ki ima črne pokrovke in štiri ali celo šest rdečih pik. 
Dvopikčaste polonice plenijo pretežno listne uši, hranijo pa se tudi z drugimi manjšimi žuželkami. Za potrebe biološkega nadzora škodljivcev so dvopikčasto polonico zanesli tudi v Avstralijo.